# Phil Heatley
Philip Reeve Heatley (Whangarei, Northland; abril de 1967) és un polític neozelandès i diputat de la Cambra de Representants de Nova Zelanda, representant la circumscripció electoral de Whangarei des de les eleccions de 1999. És membre del Partit Nacional i formà part del gabinet de John Key entre el 2008 i el 2013.

## Inicis
Heatley va néixer l'abril de 1967 a Whangarei, Northland. Va anar a l'Escola Secundària Kamo (Kamo High School) de Whangarei. Va anar a la Universitat Massey per estudiar enginyeria agrícola d'on es graduà amb un màster el 1990. Després d'uns anys sent professor de secundària, el 1993 Heatley i la seva dona Jenny, una infermera, van treballar en una ONG en un hospital en un vaixell. L'equip de voluntaris va ajudar en treball mèdic, agricultural i de construcció en països en desenvolupament.
Al retornar-se'n a Nova Zelanda el 1995, Heatley va treballar com a enginyer agrícola per a una filial de la Junta Làctia de Nova Zelanda (New Zealand Dairy Board). Va treballar com a topògraf de granges, cartògraf de granges, dissenyador de granges lleteres i dissenyador de sistemes de drenatge i reg. Ajudà a pagessos i ramaders neozelandesos més fàcilment entendre l'Acta de Gestió de Recursos de 1991 (Resource Management Act 1991). A més, fou autor de dos llibres de texts sobre l'enginyeria ambiental.

## Diputat
| Parlament de Nova Zelanda |      |                |        |          |
| Anys                      | Leg. | Circumscripció | Llista | Partit   |
| 1999-2002                 | 46   | Whangarei      | 42     | Nacional |
| 2002-2005                 | 47   | Whangarei      | 31     | Nacional |
| 2005-2008                 | 48   | Whangarei      | 22     | Nacional |
| 2008-2011                 | 49   | Whangarei      | 22     | Nacional |
| 2011-actualitat           | 50   | Whangarei      | 15     | Nacional |

En retirar-se temporalment de la política el diputat per Whangarei John Banks el 1999, Heatley fou elegit pel Partit Nacional com a candidat en aquesta circumscripció. En les eleccions de 1999 Heatley fou elegit per primer cop. Des d'aleshores ha estat elegit per l'electorat de Whangarei en cada elecció general.

### Ministre
En ser elegit el Partit Nacional en les eleccions de 2008, Heatley fou nomenat ministre pel primer ministre John Key. A partir del 19 de novembre seria Ministre de Pesca i Ministre d'Habitatges, succeint a Jim Anderton i Maryan Street respectivament.
A partir del 25 de febrer de 2010 cessà aquestes dues posicions, tot i que seria nomenat Ministre de Pesca i Aqüicultura i Ministre d'Habitatges de nou a partir de l'1 d'abril. Maurice Williamson el succeí entre febrer i abril com a Ministre d'Habitatges.
En ser elegit de nou el Partit Nacional en les eleccions de 2011, el primer ministre Key el nomenà Ministre d'Energia i Recursos, succeint a Gerry Brownlee. El Ministeri de Pesca i Aqüicultura fou abolit. Seguiria sent Ministre d'Habitatges.
El 22 de gener de 2013 Key anuncià canvis en el gabinet. A partir del 29 de gener Heatley i Kate Wilkinson cessarien de ser ministres. Heatley fou succeït per Simon Bridges com a Ministre d'Energia i Recursos i Nick Smith com a Ministre d'Habitatges.

## Vida personal
Està casat amb Jenny Heatley i tenen tres fills.